# Jean Saint-Fort Paillard
Jean Saint-Fort Paillard   (Saint-Cyr-l'École, 4 d'agost de 1913 - Pebble Beach, 16 de gener de 1990)

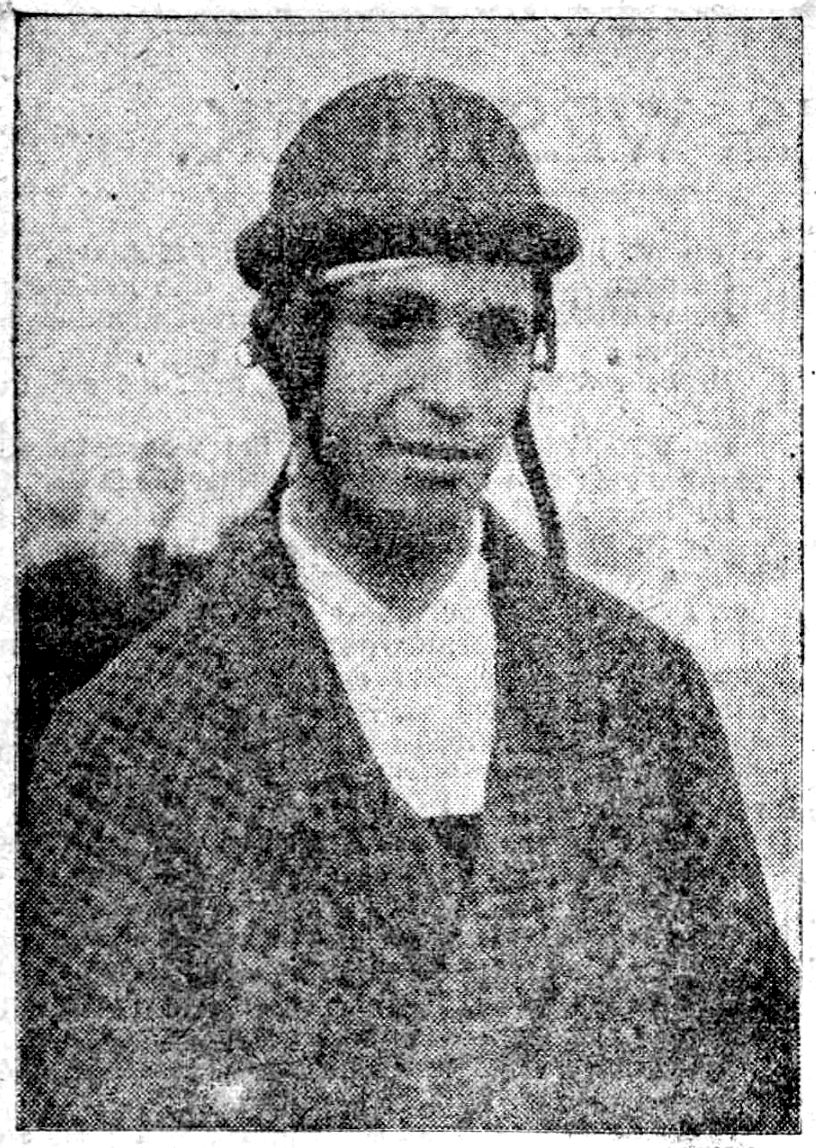
Fotografia de Jean Saint-Fort Paillard de 1929.

va ser un genet francès que va disputar tres edicions dels Jocs Olímpics d'Estiu.
El 1948, als Jocs de Londres, va disputar dues proves del programa d'hípica. Guanyà la medalla d'or en la prova de doma per equips, mentre en la doma individual fou sisè. Quatre anys més tard, als Jocs de Hèlsinki destaca una quarta posició en la prova de doma per equips, mentre als Jocs de Melbourne de 1956 no va obtenir cap resultat destacat.